# 臺南運河星鑽特區
臺南運河星鑽地區，是位於臺灣臺南市中西區的一個市地重劃區，與中正商圈僅一水之隔，過去曾為臺南運河的河道及碼頭用地。臺南市政府於2016年辦理該區變更都市計畫公告，導入公園綠地，廣場，商業區、水陸多功能轉運中心等用地，以帶動舊街區與運河周邊區域發展再造。

## 沿革
- 2014年9月1日：配合星鑽特區計畫，新南國小遷校至怡平路上（原沙卡里巴市場空地）。
- 2015年11月23日：配合星鑽特區計畫，金城國中遷校至怡平路上（原沙卡里巴市場空地）。[1]
- 2016年3月20日：中國城建築動工拆除[2]，同年10月拆除完畢。
- 2016年6月27日：中國城廣場動工拆除。
- 2016年8月7日：舊金城國中及新南國小拆除工程動工，2017年5月拆除完畢。
- 2017年9月28日：中國城廣場景觀改造工程動工。[3]
- 2017年10月28日：運河星鑽地區內公共設施工程動工。
- 2018年6月20日：中國城廣場景觀改造工程變更設計，原承攬廠商無意願再施作，市府與廠商解約，工程再度停擺。[4]
- 2018年12月下旬：中國城廣場景觀改造工程新廠商進駐施工，預計2019年10月完工。
- 2019年5月2日：星鑽特區道路命名「大涼路」、「星鑽街」及延伸「金華新路」路段生效。[5]
- 2019年9月20日：星鑽特區道路、新臨安橋及金華橋開放通車。[6]
- 2019年12月11日：中國城廣場景觀改造工程（廣4廣場）命名票選出爐，最高票為「河樂廣場」。
- 2020年3月7日：河樂廣場正式開放[7]。
- 2020年6月20日：環河街景觀廣場（廣8廣場）正式開放[8]。
- 2020年9月24日：大涼生態公園（公97公園）正式開放[9]。

## 規劃範圍
- 運河星鑽地區：北界、東界為運河，西界為府前一街，南界為金城街。
- 中國城地區：北界為中正路、東界為康樂街，西界為環河街，南界為金華新路。

### 休閒與古蹟
- 大涼生態公園
- 河樂廣場
- 環河街景觀廣場
- 原臺南運河海關
- 臺南舊魚市場

## 新闢道路
- 金華新路
- 大涼路
- 星鑽街